# Schoenus andinus
Schoenus andinus är en halvgräsart som först beskrevs av Rodolfo Amando Philippi, och fick sitt nu gällande namn av Hans Heinrich Pfeiffer. Schoenus andinus ingår i släktet axagssläktet, och familjen halvgräs. Inga underarter finns listade i Catalogue of Life.